# Alekszandr Konsztantyinovics Csehirkin
Alekszandr Konsztantyinovics Csehirkin (orosz nevén: Александр Константинович Чехиркин) (Rosztov-na-Donu, 1986. március 13. –) orosz kötöttfogású birkózó. A 2018-as birkózó-világbajnokságon a döntőbe jutott 77 kg-os súlycsoportban, kötöttfogásban. A 2014-es birkózó Európa-bajnokságon aranyérmet szerzett 75 kg-ban.

## Sportpályafutása
A 2018-as birkózó-világbajnokságon a döntőbe jutott. Ellenfele Lőrincz Tamás volt.